# Лоанго (гавань рабов)
Гавань рабов Лоанго (фр. Ancien port d'embarkation des sclaves de Loango; англ. Loango slavery harbour) — является культурным объектом Республики Конго и была включена в предварительные списки Всемирного наследия в 2008—2009 годах.

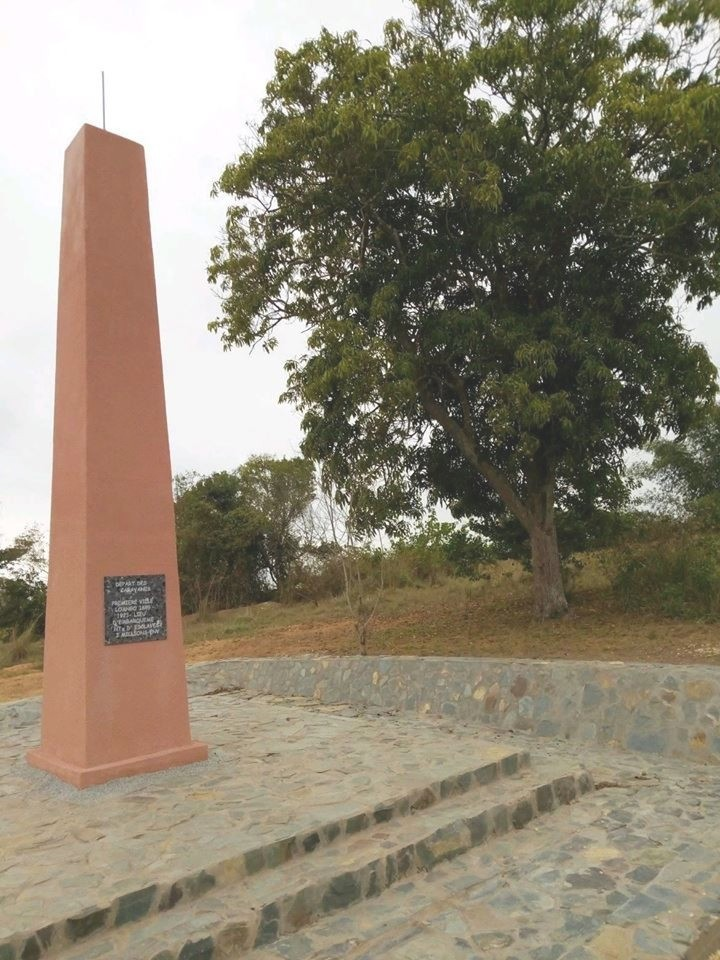
Стела в память о количестве африканцев, вывезенных в Америку, из Республики Конго

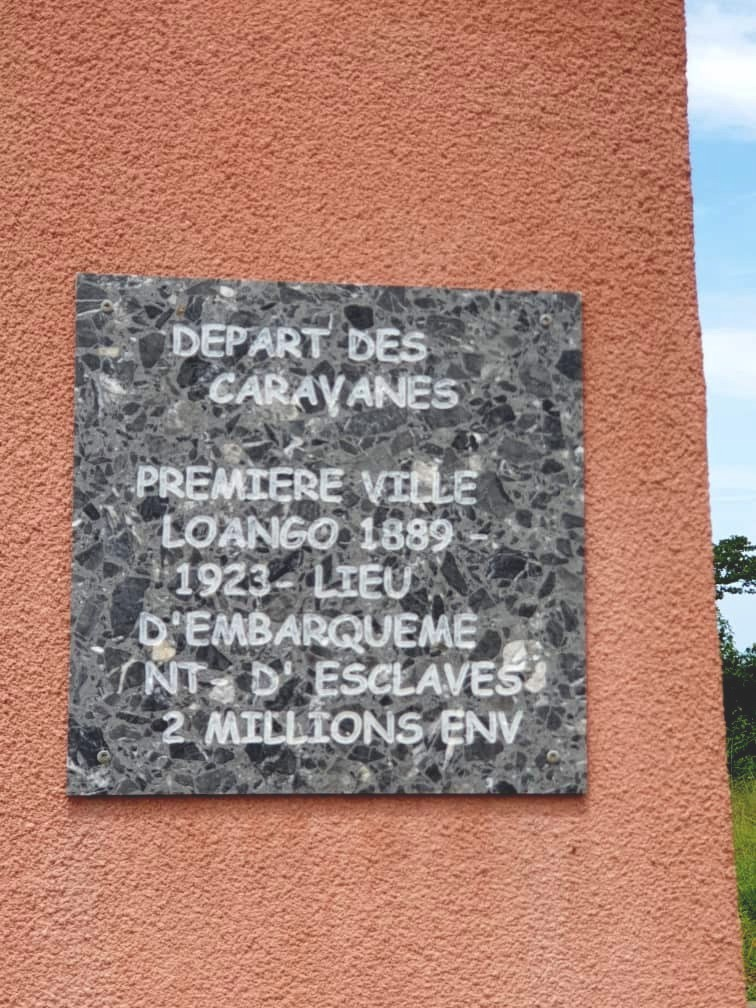
Стела в память о количестве африканцев, вывезенных в Америку, из Республики Конго

Эта гавань находится в районе Хинда в департаменте Куилу и ограничена следующими территориями: на юго-востоке — небольшой деревней Индиан , на юге и юго-западе — Атлантическим океаном, на северо-западе — деревней Матомби, а на северо-востоке — небольшим городом Диоссо, бывшим административным районом Бвали, столицей Королевства Лоанго.
Над гаванью возвышается древняя лагуна Чибете, которую почти полностью разрушила морская эрозия. Травянистая растительность в этом районе в основном состоит из деревьев малого размера, которые растут на песчаных почвах и подвержены морскому климату.

## История
С 1500 по 1867 год суда трансатлантической работорговли перевезли почти 12,5 миллионов африканских рабов с побережья Африки в Америку и Карибский бассейн.

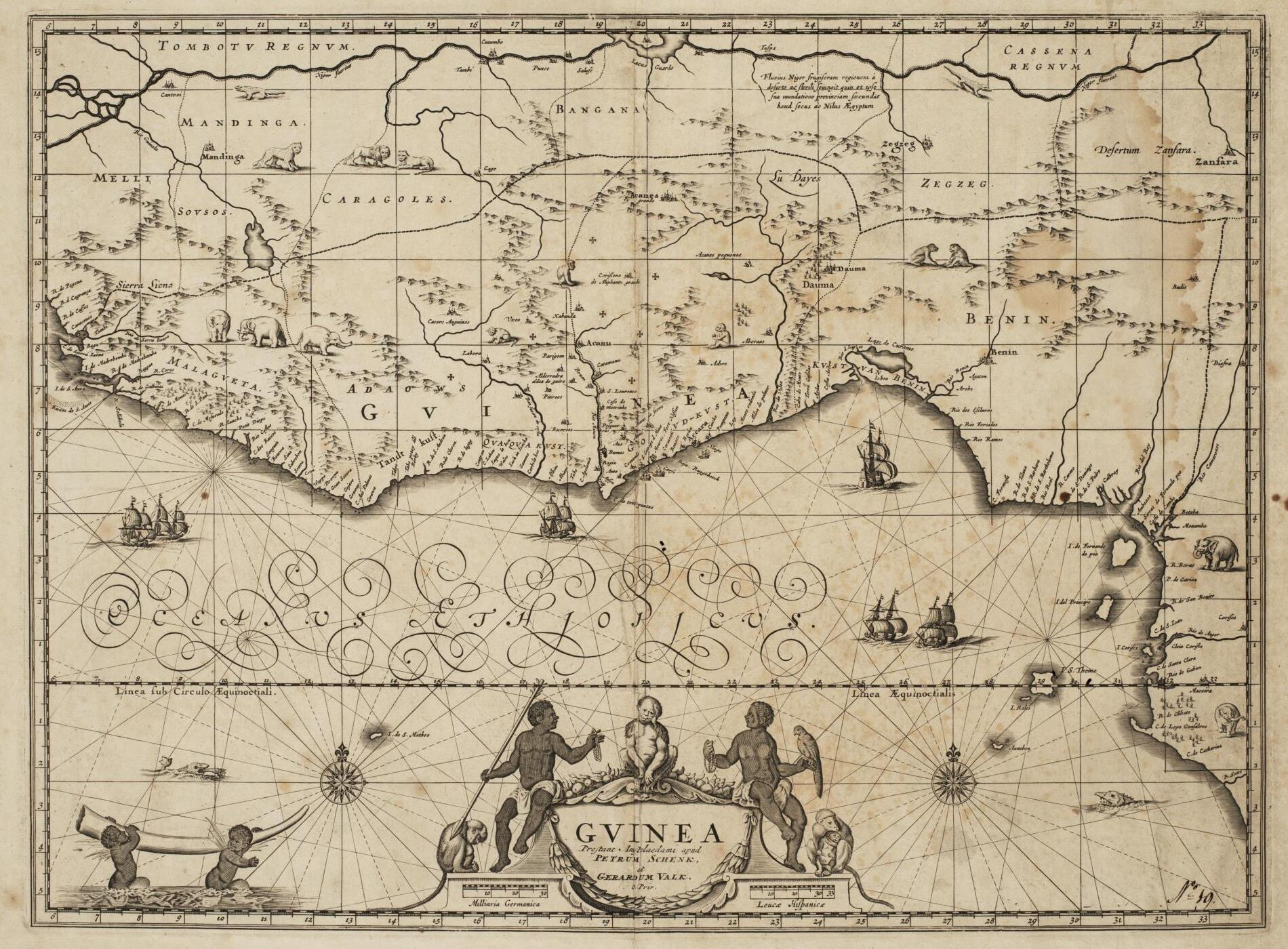
Карта Королевства Лоанго и Конго — Петер Шенк (1660—1718).
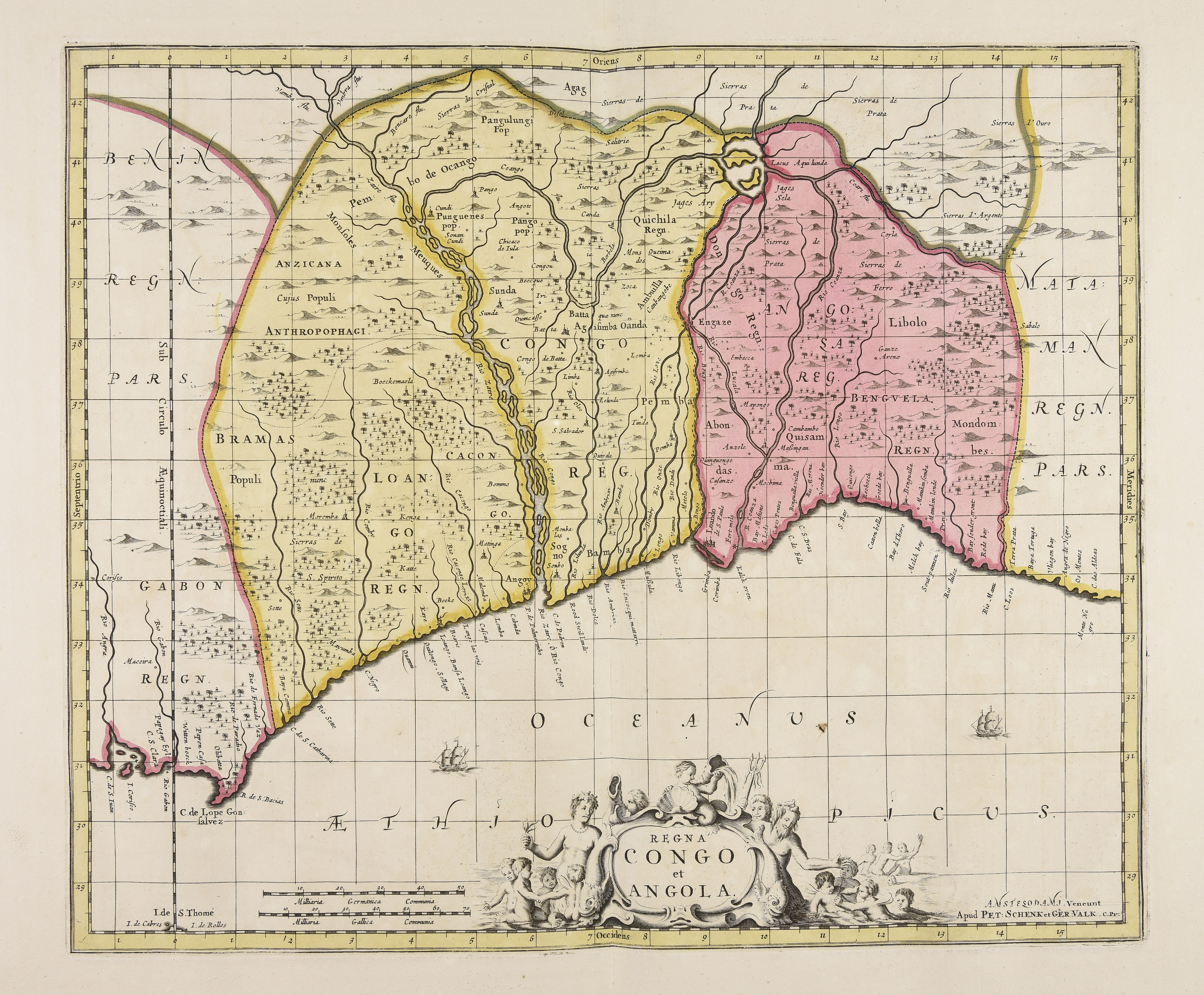
Карта Гвинейского залива — Петер Шенк (1660—1718).

Нижеприведенная таблица содержит сводную информацию о различных точках на африканском побережье, где сбывались рабы, а также примерное количество проданных рабов:
| Место | Зона сбыта                                      | Количество | Процент |
| ----- | ----------------------------------------------- | ---------- | ------- |
| 1     | Побережье Лоанго и побережье Анголы             | 5 694 574  | 45.48   |
| 2     | Бенин                                           | 1 999 060  | 15.97   |
| 3     | Биафра (и другие острова Гвинейского залива)    | 1 594 560  | 12.73   |
| 4     | Золотой берег                                   | 1 209 321  | 9.66    |
| 5     | Сенегамбия                                      | 755 713    | 6.04    |
| 6     | Восточное побережье и острова Индийского океана | 542 668    | 4.33    |
| 7     | Сьерра-Леоне                                    | 388 771    | 3.10    |
| 8     | Кот-д’Ивуар                                     | 336 868    | 2.69    |
| -     | Итого                                           | 12 521 300 | 100.00  |

Хотя Лоангское побережье является важным местом межкультурных обменов в современной истории и существенно способствовало развитию Атлантического региона через трансатлантическую работорговлю, ученые не проявляли большого интереса к изучению этой территории.
С 1980-х годов появилась интересная литература, но она была ограничена южной частью устья реки Конго, а именно Анголой, которую контролировали португальцы. Эти исследования были ориентированы на португальские деятельности и архивы, тем самым скрыли торговлю на побережье Лоанго, которое было своего рода «свободной зоной», где местные, британские, французские и голландские торговцы играли ключевую роль.
Если мы объединим данные Центральной Африки (Анголы и Лоанго) и Восточного побережья, то мы увидим, что около 6,2 миллиона рабов (примерно половина от общего числа) были привезены из стран, где говорят на языках банту.Различные порты Центральной Африки:
- Побережье Лоанго
  - Кабинда
  - Устье реки Конго (Рио-Заир), разделительная линия между Лоанго и регионами Анголы.
  - Килоанго
  - залив Лоанго
  - Каконго
  - Маюмба
  - Сойо на южном берегу реки Конго
- побережье Анголы
  - Амбона
  - Амбриш, чуть ниже Сойо на юге реки Логе.
  - Бенгела
  - Бенгела Велью (Старая Бенгела)
  - Кванза
  - Ново Редондо
  - Кикомбо
  - Салинас
  - Луанда, один из важнейших портов, через который с 16 по 19 века было отправлено более 1,3 миллиона рабов.[5]

Из-за количества рабов, проходивших через его территорию в Америку, бывший порт отправки рабов Лоанго является одним из наиболее важных в Гвинейском заливе. Более 2 миллионов рабов из районов, которые сегодня составляют Чад, Анголу, южный Габон, Демократическую Республику Конго и нынешнюю территорию Республики Конго, прошли транзитом через эти области.

### Зона свободной торговли

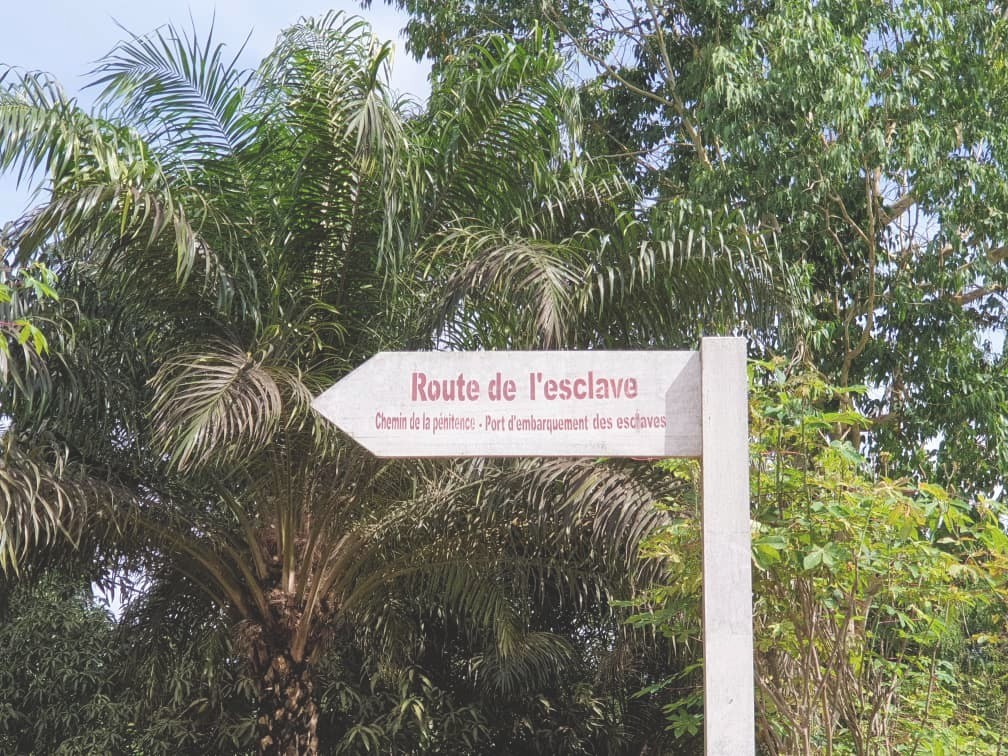
Путь рабов, Гавань Лоанго, Республика Конго.

До 1660 года европейские торговцы прибывали на побережье Лоанго, чтобы закупать ткани, слоновую кость, редкие породы древесины (такие как окуме и птерокарпус) и слоновые хвосты.
Ткани играли важную роль в повседневной жизни местных жителей, используясь не только для создания мебели и одежды, но и в различных церемониях, включая обряды инициации и погребения. Кроме того, ткани использовались в качестве обменной валюты.
Торговый порт залива Лоанго был одним из ключевых пунктов доступа для иностранных торговцев в 17 веке. Он находился всего в 10 километрах (6,2 милях) от Бвали, столицы королевства Лоанго. Торговцы сопровождали свои товары в Бвали, где надеялись получить аудиенцию у малоанго или встречу с королевскими чиновниками (мафуками), чтобы обсудить условия торговли.
Королевство Лоанго одновременно развивало торговлю как внутри своей территории, так и с соседними странами. Для этого использовались несколько морские пути, включая дорогу на север в Маюмбу, на восток в Малебо и на юг в Луанду, которые проходили через королевства Нгойо и Каконго. Эти пути были широко известными торговыми маршрутами.
С 1650 года в Лоанго начало уменьшаться влияние тканей из рафии, а на их место пришли ткани, импортированные из Европы и Вест-Индии. Голландские торговцы, которые недавно появились на побережье Лоанго, не проявляли большого интереса к рафии и предпочитали обменивать товары, такие как рабы, слоновая кость или медь, на западные ткани и одежду. Лоанго быстро приняло эти новые товары в дополнение к традиционным предметам торговли, таким как шкуры леопарда и королевские украшения.
Между 1660 и 1867 годами произошла замена внешней торговли товарами на торговлю людьми. Королевство Лоанго установило правила для своего обмена с купцами из Франции, Англии и Голландии, что создало конкуренцию между ними. Торговцы Лоанго предпочитали свои промышленные товары португальским, считая их качественнее и дешевле. Если их интересы были под угрозой, особенно со стороны португальцев, то королевство не колебалось вспомнить, что оно было хозяином на своей территории и могло торговать с кем угодно. Нарушение местных правил могло привести к мести для нарушителя, включая смерть или задержку снабжения кораблей товарами.
В это же время механизмы длительной торговли способствовали интеграции не менее 475 000 рабов в треугольные торговые потоки из портов побережья Лоанго, таких как залив Лоанго, Малемба и залив Кабинда. Оттуда вышли ещё 1,3 миллиона пленников на борту португальских, бразильских и американских судов между 1811 и 1867 годами. Это превратило побережье Лоанго в одну из пяти важнейших зон треугольной торговли на континенте Африки.

### Фабрики
В то время фабрики, которые использовал европейский торговец как склад для хранения товаров, выгруженных с лодок перед продажей или для содержания рабов, ожидающих отправки в Америку, были не менее важны, чем склады и филиалы головной компании. Однако Королевство Лоанго, опасаясь дестабилизации соседнего Королевства Конго, не доверяло португальцам и не разрешало установку фабрик на своей территории, где были укрепления вдоль побережья Анголы.
Тем не менее, благодаря межличностным навыкам Питера ван ден Броке, голландские купцы смогли открыть фабрики в Маюмбе и в заливе Лоанго между 1608 и 1612 годами, чтобы производить шипы из меди и слоновой кости.
В 1624 году, когда голландцы начали конкурировать с португальцами в Луанде, губернатор португальской колонии попросил правителя Ма Лоанго закрыть голландские фабрики и изгнать их. В обмен на это он предложил купить все запасы слоновой кости и меди, обеспечить более высокое качество товаров, защиту от вражеских нападений и послать иезуитских священников для крещения Ма Лоанго в католическую веру. Однако Ма Лоанго отказался от таких условий и решил продолжать свои торговые отношения с обеими странами на равных условиях.
Таким образом, Ма Лоанго продолжал контролировать свою территориальную целостность, свои экономические и религиозные отношения с атлантическими державами. Его политический и экономический успех позволил ему расширить область своего влияния на север. В конце семнадцатого века, после отделения Королевства Конго, Лоанго расширил свое влияние на юг, заложив начало новой модели дорожной сети.

## В наше время

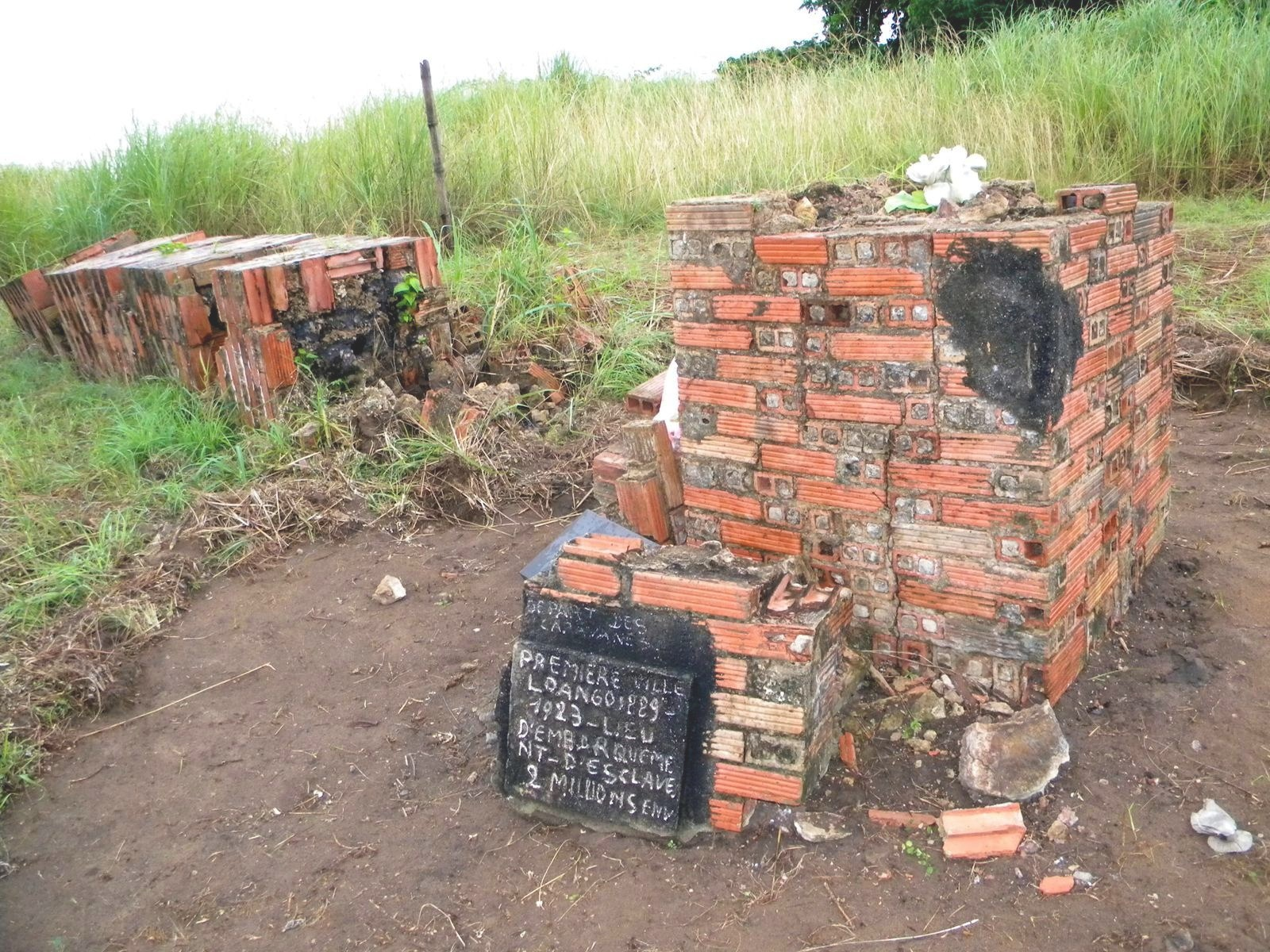
Старая стела в память о количестве африканцев, вывезенных в Америку из Республики Конго.

Джозеф Кимфоко Мадунгу, который уже вышел на заслуженный отдых, ранее работал куратором в Музее Диоссо, расположенном неподалеку от гавани. Он был проводником для многих посетителей, желающих узнать больше об этом месте, которое превратилось в святилище дикой растительности. Несмотря на скромные средства, он увековечивал память о музее и его окрестностях на протяжении многих лет.
До сих пор порт сохранил следы трансатлантической торговли:
- В 1897 году французский исследователь Пьер Саворньян де Бразза установил стелу, которая символизировала место отправления караванов и одновременно большой рынок всех сделок. Стела, высотой около 7 метров, потеряла свой видимый облик и рухнула в феврале 2002 года из-за отсутствия обслуживания[14].
- Три манговых дерева, ранее использовались как стойки перед обрядом вокруг дерева забвения.
- Дерево для ритуала забвения и одно для возвращения: Рабы прикованные цепями, делали семь кругов для женщин или девушек и девять кругов для мужчин, вокруг этого дерева. Дерево возвращения символизировало возможное возвращение духа умершего в Лоанго, когда он умер в Америке;
- Пристань, которая представляла собой илистую отмель, заполненной травой, по-прежнему представляет собой спокойную часть, которая противостоит морской эрозии. Мелководный залив Лоанго не давала возможности кораблям причалить, поэтому они бросали якорь в 30 километрах от берега.
- Триста лет назад двойной ряд манго, высотой около 30 метров, ограничивал последний путь, пройденный пленниками в их окончательном приближении к Атлантическому океану. Этот путь проходит по гребню холма и круто поворачивает к Атлантике, так что подход к морю осуществляется по прямой линии и заканчивается на склоне скал перед океаном[6].

Деревья манго имеют историческую связь с работорговлей. В XV—XVI веках португальские корабли доставили их в Центральную и Западную Африку из Индии и Юго-Восточной Азии вместе с другими экзотическими фруктами, такими как ананас, банан и многие другие. Эти фрукты были частью мировой торговли и служили не только в качестве еды, но и как символы колониализма и работорговли.
Согласно традиции, отец Рафаэль Нзау, глава католической миссии Лоанго, предоставляет два объяснения происхождения и символики манговых деревьев. Первое объяснение гласит, что рабы во время марша к побережью сбрасывали косточки манго, которые затем превращались в манговые деревья. Таким образом, манго символизировали их последнюю африканскую трапезу перед отъездом в Америку, которую они считали смертью. Во втором объяснении отец рассказывает, что манговое дерево было посажено теми, кто остался на земле Лоанго, в память о пропавшем рядом. Он также добавляет, что в настоящее время принято сажать дерево на месте похорон умершего человека.
Это место имеет значительное культурное значение, которое можно увидеть в слезах, которые вечно звучат у жителей, оставшихся на этом месте. Они вспоминают своих предков, оставшихся ждать своих возлюбленных, которые были разлучены от них, и которых они больше никогда не увидят. Этот бывший порт, который стал убежищем для своего исторического наследия, является ключевым элементом в понимании истории рабства.

## Предварительный список объектов всемирного наследия
В 2008 году это место было добавлено в предварительный список всемирного культурного наследия в рамках проекта ЮНЕСКО «Путь рабов». Однако с того времени почти ничего не было сделано, чтобы привести это место в порядок, что вызывает шок у многих посетителей, видя его в состоянии заброшенности.
Самуэль Мабандза, директор отдела наследия в департаменте Куилу, заявляет, что «конголезское государство не остается равнодушным к этой ситуации». Он сообщает о планах строительства африканского города искусств, окруженного музеями под открытым небом, чтобы улучшить старый порт, используемый для погрузки рабов. Он также отмечает, что это будет полезным для местных сообществ, но не даёт подробной информации о сроках реализации проекта.